# Sarah Schaber
Sarah Schaber (ur. 8 lutego 1994) – niemiecka biegaczka narciarska, złota medalistka mistrzostw świata juniorów.

## Kariera
Po raz pierwszy na arenie międzynarodowej Sarah Schaber pojawiła się 28 lutego 2009 roku w Baiersbronn, gdzie w zawodach juniorskich zajęła czwarte miejsce w biegu na 5 km stylem klasycznym. Na początku 2014 roku wzięła udział w mistrzostwach świata juniorów w Val di Fiemme, gdzie zwyciężyła w biegu łączonym. Na tej samej imprezie była też czwarta w sztafecie oraz szesnasta w sprincie techniką dowolną. Jak dotąd nie wystąpiła w zawodach Pucharu Świata.

## Osiągnięcia

### Mistrzostwa świata juniorów
| Miejsce | Dzień       | Rok  | Miejscowość   | Konkurencja              | Czas biegu  | Strata  | Zwyciężczyni   |
| ------- | ----------- | ---- | ------------- | ------------------------ | ----------- | ------- | -------------- |
| 16.     | 29 stycznia | 2014 | Val di Fiemme | Sprint stylem dowolnym   | 2:55,49 min | —       | Jonna Sundling |
| 1.      | 31 stycznia | 2014 | Val di Fiemme | 10 km bieg łączony       | 30:45,8 min | —       | —              |
| 4.      | 3 lutego    | 2014 | Val di Fiemme | bieg sztafetowy 4×3,3 km | 39:54,8 min | +59,4 s | Szwecja        |